# 安科拉
安科拉（Ankola），是印度卡纳塔克邦Uttara Kannada县的一个城镇。总人口14306（2001年）。

## 人口
该地2001年总人口14306人，其中男性7132人，女性7174人；0—6岁人口1455人，其中男759人，女696人；识字率78.20%，其中男性为82.59%，女性为73.85%。